# L-Għasri
L-Għasri (engelska: Għasri) är en ort och kommun i republiken Malta. Den ligger på ön Gozo, 30 kilometer nordväst om huvudstaden Valletta. Förutom byn L-Għasri finns även byarna Għammar och Fanal i kommunen.